# Йовков-Пойнт

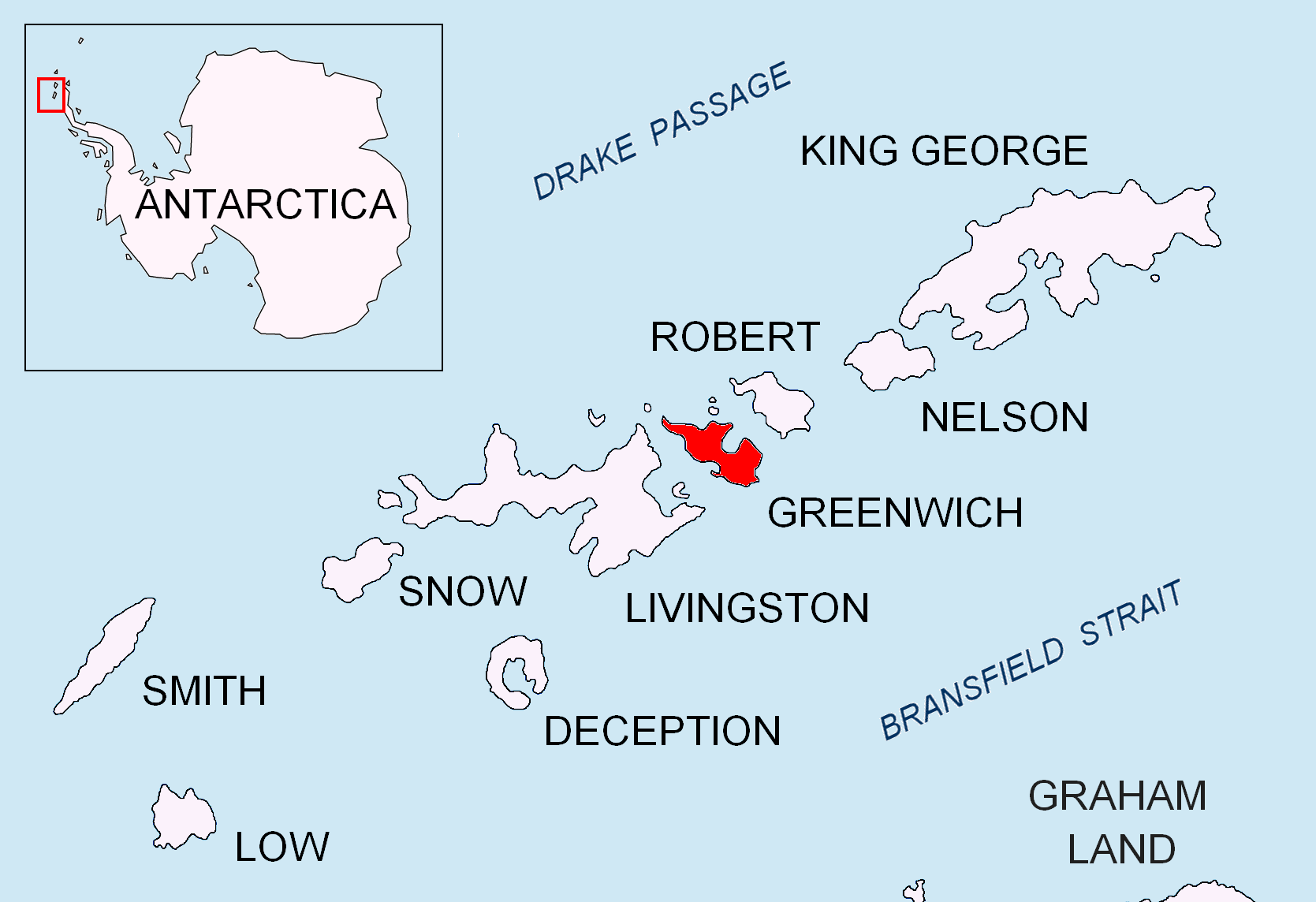
Розташування острова Грінвіч у Південних Шетландських островах.

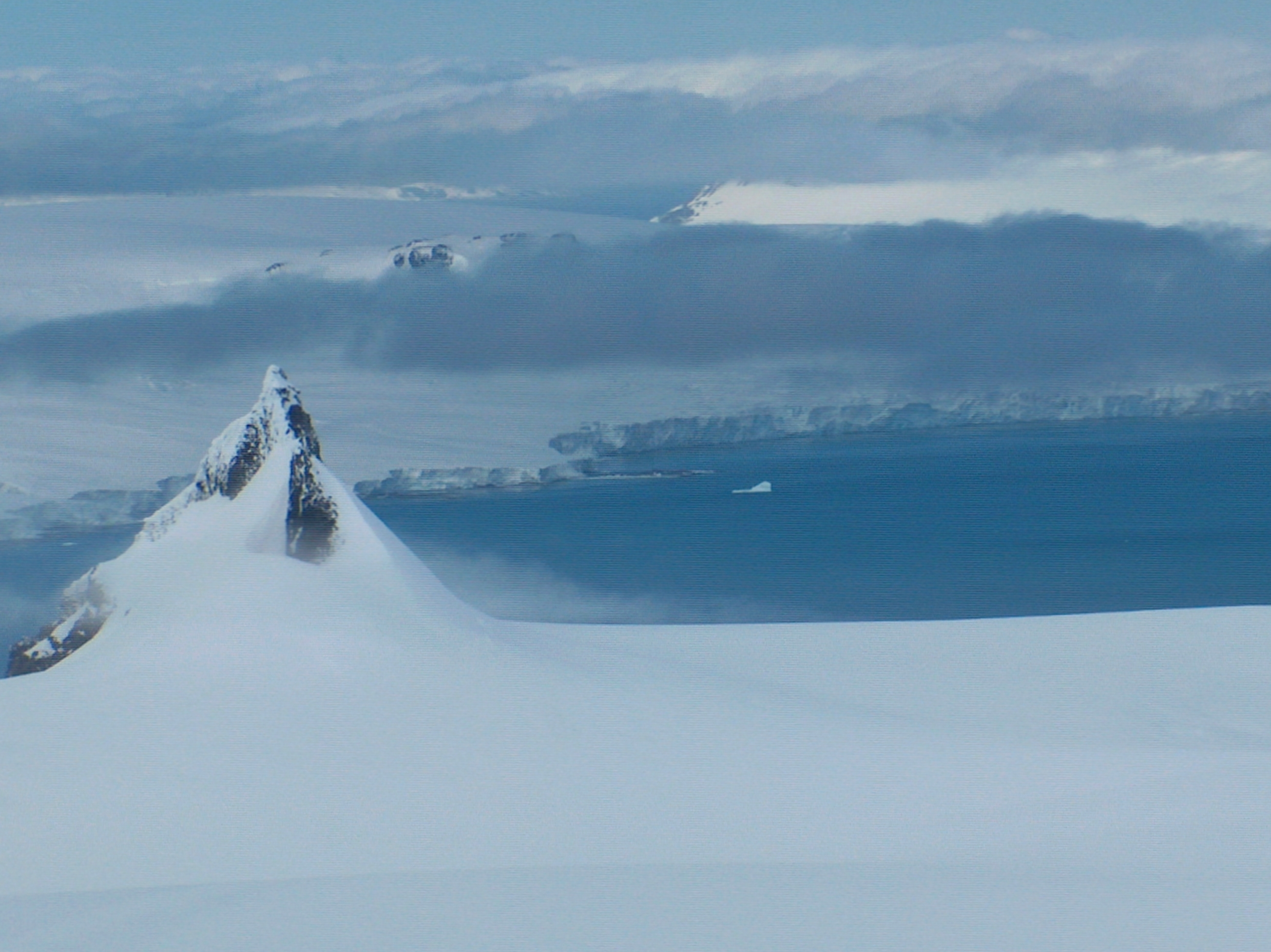
Йовков-Пойнт (на протилежному березі протоки Макфарлейна) від піку Мізія, з піком Шарп ліворуч.

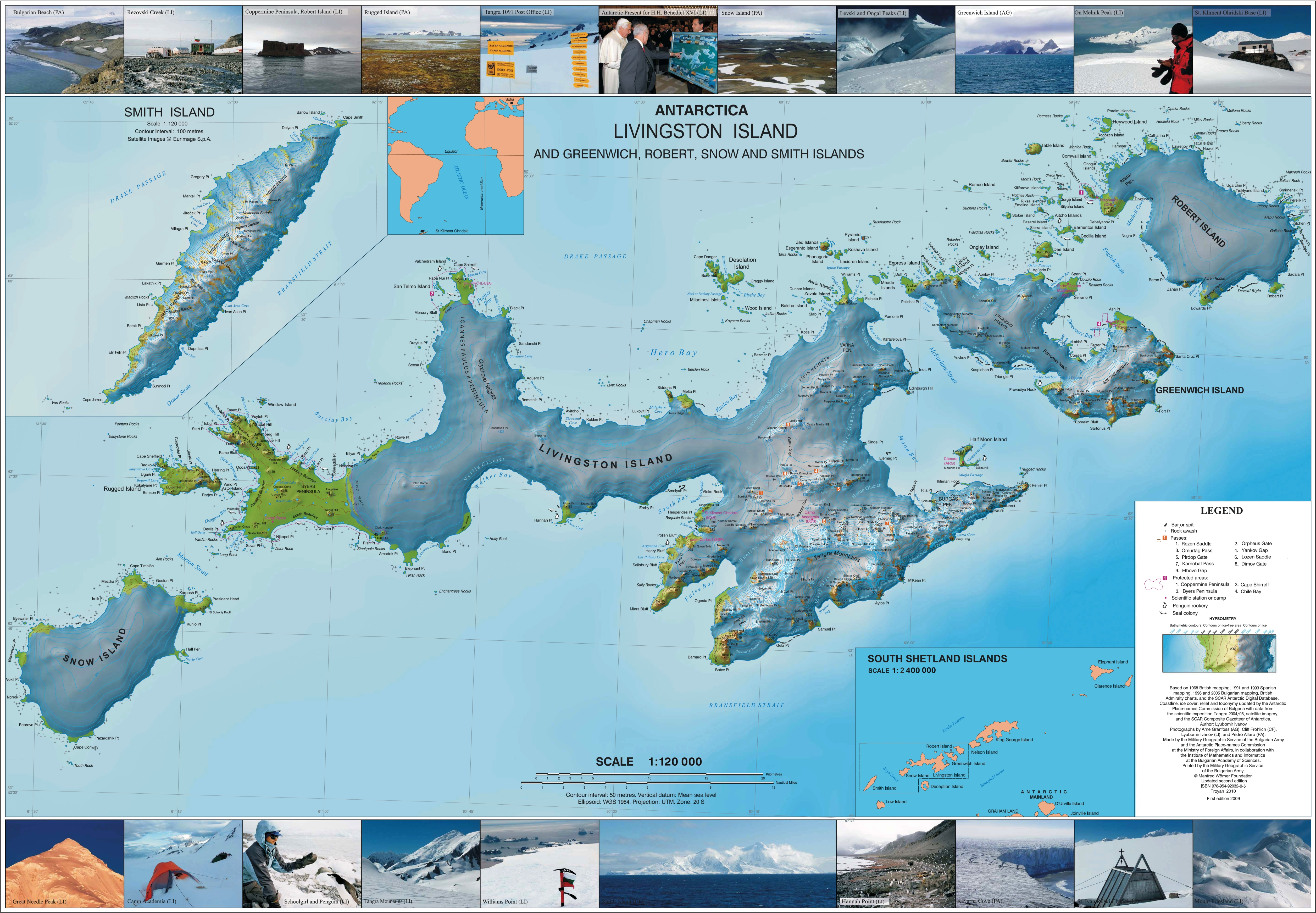
Топографічна карта островів Лівінгстон, Грінвіч, Роберта, Сноу та Сміта.

Йовков-Пойнт (Yovkov Nos \'yov-kov 'nos\) - точка на південно-західному узбережжі острова Грінвіч, Антарктида, що виступає на 150 м на південь у протоку Макфарлейна та утворює північно-західний бік входу в бухту Крамолін. Утворився в результаті відступу льодовика Мургаш наприкінці 20-го та на початку 21-го століття. Об’єкт названо на честь відомого болгарського письменника Йордана Йовкова (1880–1937).

## Місцезнаходження
Йовков-Пойнт розташована на 62°30′30.3″S 59°54′11″W, що знаходиться в 3,6 км на південний схід від Керсеблепт-Нунатак, 2,2 км на південний південний захід від Ллойд-Хілл, 2,95 км на південний захід від Тайл-Рідж і 1,98 км на захід-північний захід Каспічан-Пойнт (болгарська топографічна зйомка Тангра 2004/05 та картографування у 2005 та 2009 роках).

## Карти
- Л. Л. Іванов та ін. Антарктида: острів Лівінгстон і острів Грінвіч, Південні Шетландські острови . Топографічна карта масштабу 1:100000. Софія: Болгарська комісія з географічних назв Антарктики, 2005.
- Л. Л. Іванова. Антарктида: острів Лівінгстон і Грінвіч, Роберт, Сноу і Сміт. Топографічна карта масштабу 1:120000. Троян: Фонд Манфреда Вернера, 2009. ISBN 978-954-92032-6-4